# キッチン・キャビネット
政治におけるキッチン・キャビネット（英: Kitchen Cabinet）とは、大統領や首相といった政治リーダーに対して多大な影響力をおよぼす、非公式のアドバイザー集団を指す。英語の cabinet には家具の収納棚の意味以外に、議院内閣制における内閣や大統領制における大統領顧問団（副大統領や閣僚、首席補佐官などで構成）の意味があり、これらは法的に公式な手続を経て任命される。これに対してキッチン・キャビネットは私的・非公式な存在であることから、しばしば批判的な意味合いで用いられる表現である。用語の初出は、第7代アメリカ合衆国大統領アンドリュー・ジャクソン政権期とされるが、米国以外の国政においてもキッチン・キャビネットの表現が用いられることがある。

## アメリカ合衆国
キッチン・キャビネットはジャクソン政権初期の1829年から1831年にかけて暗躍したとされ、当時の副大統領ジョン・カルフーンと国務長官マーティン・ヴァン・ビューレンが主導権をめぐって不仲だったことが主因とされる。これにより、大統領顧問団による会合が機能不全に陥ったことから、公式な大統領顧問団は「パーラー・キャビネット」（parlor cabinet）と批判的に呼ばれるようになった。パーラーとは談話室や応接室の意味であり、ジャクソンと協議するには、人目を忍んでキッチンから裏階段を昇ってジャクソンの書斎を個別訪問する必要があるとの憶測から、この呼称が使われるようになった。
そしてジャクソンは公式の大統領顧問団会合を開催しなくなり、代わりに腹心とも言うべき知人やアドバイザーを私的に重用するようになったことから、この非公式集団を指して「キッチン・キャビネット」と反政府的なメディアから後に呼ばれるようになった。その中核的役割を果たしたのが、フランシス・プレストン・ブレアとエイモス・ケンドールである。ブレアは1830年にジャクソン政権を支持する党組織 The Washington Globe を創立し、機関紙 Congressional Globe を発行した政治ジャーナリストである。また、ケンドールは同紙上でジャクソンの政策を強固に支持し、その有能さからキッチン・キャビネット内で最も影響力が強かったとも言われる。
政権発足から2年後の1831年、ペティコート事件（別称: イートン・スキャンダル）を受けて国務長官ヴァン・ビューレンと陸軍長官ジョン・ヘンリー・イートンが辞任に追い込まれたことに端を発し、ジャクソンが公式な大統領顧問団を全面的に入れ替えた結果、非公式なキッチン・キャビネットの影響力は徐々に減退した。なお、キッチン・キャビネットの概念が記録上で確認できるのは、ヴァン・ビューレンらが去った後の1831年12月が初であり（発言者はジャクソンの銀行戦対応に苦悩していた第二合衆国銀行のニコラス・ビドル総裁）、さらに紙面上で一般にこの表現が用いられたのは翌年1832年3月に入ってからである。

### ジャクソン政権以外での用例
- セオドア・ルーズベルト（第26代大統領）- ジャクソンのような深刻さはないものの、「テニス・キャビネット」との意見交換を行っていたことで知られる[12][13]。
- ジョン・F・ケネディ（第35代大統領）- キッチン・キャビネットのメンバーには、マクジョージ・バンディ、ロバート・マクナマラ（後の世界銀行総裁）、マクスウェル・D・テイラー、セオドア・C・ソレンセン、実弟ロバート・ケネディの名が挙げられる[14]。キッチン・キャビネットを起用することで、第32代大統領フランクリン・ルーズベルト型のリーダーシップを志向したとされる[15]。
- ジェラルド・R・フォード（第38代大統領）- フォードは副大統領時代からの側近たちを大統領就任後も重用した[16]。

## イギリス
米国から遅れること約1世紀半後、議院内閣制をとるイギリスでも第1次ウィルソン内閣（1964 - 1970年）でキッチン・キャビネットの表現が初めて使われるようになったほか、ブレア内閣（1997 - 2007年）でもキッチン・キャビネットの存在は批判された。
労働党所属のハロルド・ウィルソンは政治経済の専門家志向が強いと言われ、政府による経済介入に積極的であった。ウィルソンのキッチン・キャビネットにはジャーナリストのジョー・ヘインズ、ロンドン・スクール・オブ・エコノミクスで教鞭を執っていたバーナード・ドノヒュー、運輸省副大臣を務めたアルバート・マリーなどがいた。その中でも特に、ウィルソンの私設秘書を長年務めたマルシア・ウィリアムズ（ファルケンダー男爵夫人）は、ウィルソンと不倫関係を疑われてマスコミから好奇の目と批判に晒されただけでなく、他のキッチン・キャビネットのメンバーからも内部的に中傷されることさえあった。
同じく労働党のトニー・ブレアは、議院内閣制のイギリスにあってアメリカ合衆国大統領型のリーダーシップスタイルをとったことで知られている。2003年当時のブレア政権下では、米国が主体となって遂行したイラク戦争にイギリスも派兵しており、その意思決定において選挙の洗礼を受けていない特別顧問たちをブレアが重用する姿勢が批判された。その批判の急先鋒の一人がクレア・ショートである。ショートはブレア政権下で国際開発大臣を約6年務めるも、ブレアとの意見不一致を理由に2003年に辞任した。そして辞任表明の翌月にはブレアのキッチン・キャビネットとして、元外交官で首席補佐官のジョナサン・パウエル、ジャーナリスト出身で首席報道官を務めるアラステア・キャンベル、政策秘書のモーガン女史、および駐米大使のデヴィッド・マニングをショートは名指しして痛烈に批判した。またこの4名以外にも、ブレアの幼少期からの友人アンジー・ハンター、政策担当ジェフ・ムルガンおよびデヴィッド・ミリバンドなどがキッチン・キャビネット・メンバーとみなされている。
ブレアが閣僚よりも私的アドバイザー陣であるキッチン・キャビネットを重視する姿勢は、「ソファ政治」や「デノクラシー」（denocracy）とも形容された。これはブレアの鎮座するソファの周り、あるいは隠れ家（den）的な部屋にキッチン・キャビネットが集まって意思決定を行ったことに由来する。

## インド
第9代インド共和国首相ラジーヴ・ガンディー（首相在任: 1984 - 1989年）の妻であり、自らも1998年から2017年にかけて有力政党のインド国民会議で総裁を務めたソニア・ガンディーは、他者に仕えるキッチン・キャビネットの一員としての顔と、キッチン・キャビネットを率いるリーダーとしての顔を併せ持つ。
ソニアは自ら首相の座に就くことはなく、代わりに2004年にマンモハン・シンを首相に指名。シン首相は国家諮問評議会（NAC）を設立して、ソニアを議長に据えた。NAC議長の政治判断は、シン首相の実質的な権力を超えており、ソニアは「超首相」の権力を掌握し、このNACがキッチン・キャビネットに準ずるといわれている。ソニアはフォーブス誌が選ぶ2010年の世界有力者リストで、世界各国の首脳と肩を並べて第9位にランクインしたほか、2011年にはニューヨークタイムズ紙が「インドで最も権威ある政治家」と評した。ソニアのキッチン・キャビネットには、首都デリーで州首相を務めたシェイラ・ディクシットなどの名が挙げられる。